# 佐藤翔馬 (競馬)
佐藤 翔馬（さとう しょうま、2004年11月8日 - ）は、中央競馬（JRA）・美浦トレーニングセンターの騎手。神奈川県出身。父親は川崎競馬の元騎手で調教師の佐藤博紀。

## 来歴
2020年に競馬学校騎手課程に入学（第39期）。
2023年3月に美浦・小桧山悟厩舎から騎手デビュー。2023年9月10日の中山1R（2歳未勝利）でホーリーブライトに騎乗して1着となりJRA初勝利を挙げた。
2024年3月6日、美浦・小桧山悟厩舎から、美浦・杉浦宏昭厩舎に所属変更となった。

## 騎乗成績

### 概要
|        | 日付          | 競馬場・開催   | 競走名    | 馬名             | 頭数 | 人気 | 着順 |
| ------ | ------------- | -------------- | --------- | ---------------- | ---- | ---- | ---- |
| 初騎乗 | 2023年3月4日  | 2回中山3日目2R | 3歳未勝利 | オスカーレイ     | 16頭 | 13   | 14着 |
| 初勝利 | 2023年9月10日 | 4回中山2日目1R | 2歳未勝利 | ホーリーブライト | 16頭 | 6    | 1着  |

### 年度別成績
佐藤翔馬の年度別成績（netkeiba.com）参照